# Sisteron
Sisteron is een gemeente in het Franse departement Alpes-de-Haute-Provence (regio Provence-Alpes-Côte d'Azur). De gemeente telde 7.776 inwoners op 1 januari 2022. De plaats maakt deel uit van het arrondissement Forcalquier.
De Durance stroomt door de plaats. Sisteron ligt langs de Route Napoléon. Boven het stadje torent de Citadelle uit. Ook zijn de torens en poorten van de oude stadsmuur die het stadje ooit omringde, nog goeddeels bewaard gebleven.

## Geografie
De oppervlakte van Sisteron bedroeg op 1 januari 2022 50,25 vierkante kilometer; de bevolkingsdichtheid was toen 154,7 inwoners per km².
De Buëch mondt uit in de Durance bij Sisteron.
De onderstaande kaart toont de ligging van Sisteron met de belangrijkste infrastructuur en aangrenzende gemeenten.

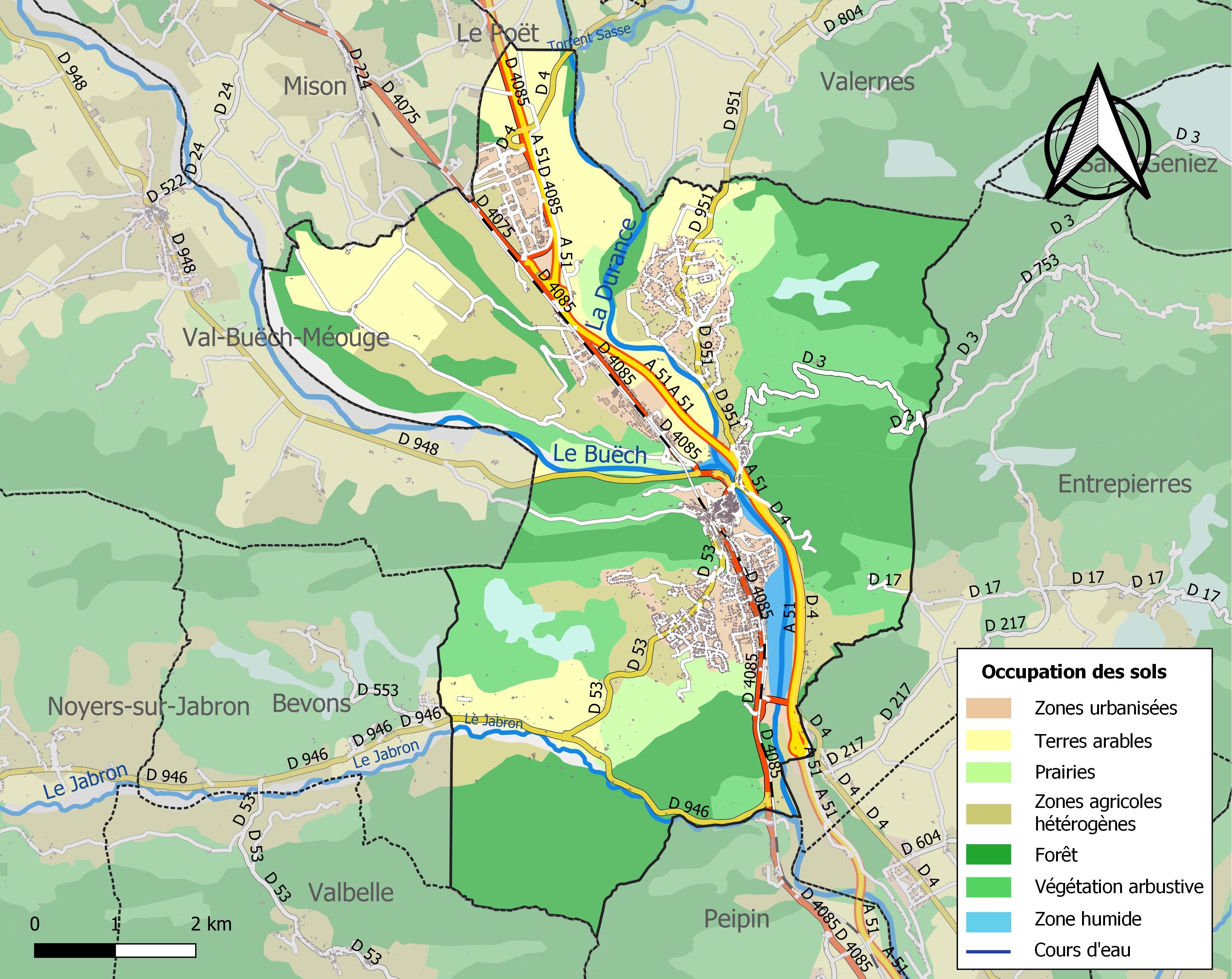

## Geschiedenis

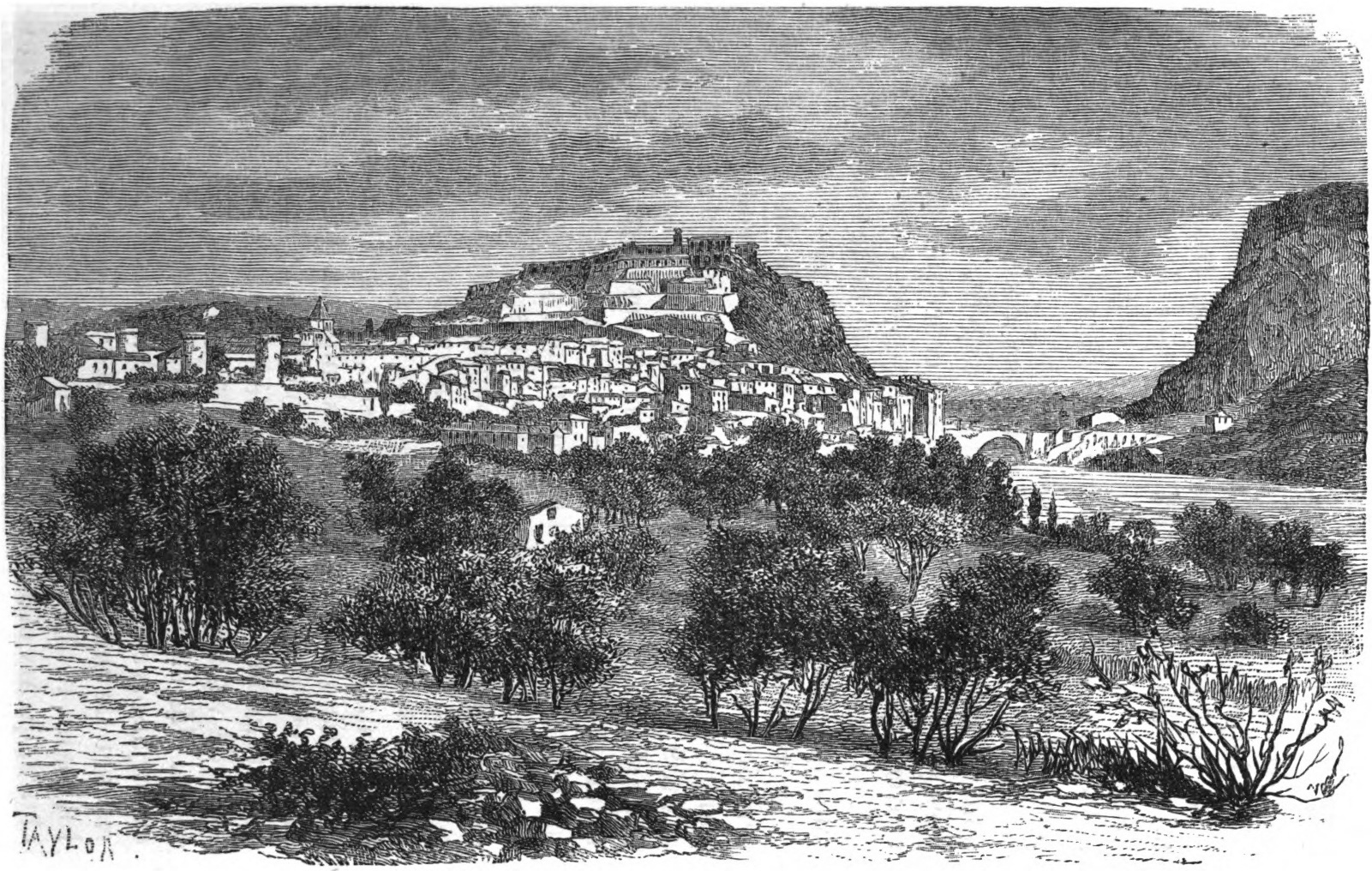
Sisteron in 1886

Sisteron was een rustplaats op de Romeinse Via Domitia. In de 6e eeuw werd Sisteron de zetel van een bisdom. In de 11e eeuw werd een feodaal kasteel gebouwd in opdracht van de graven van Forcalquier. Het kasteel lag strategisch op de grens tussen Provence en Dauphiné. Sisteron werd in de eerste decennia van de 13e eeuw een gemeente bestuurd door consuls. In de eerste helft van de 15e eeuw breidde de stad uit naar de overkant van de Durance en werd het dorp La Baume opgenomen in de gemeente.
Tijdens de Hugenotenoorlogen bewees het kasteel van Sisteron zijn strategische waarde. De stad, in handen van de protestanten, werd tot twee keer toe belegerd door een katholiek leger. Ingenieur Jehan Sarrazin vormde het kasteel in de tweede helft van de 16e eeuw om tot een citadel. Ook later, tot in 1860, werd er nog gewerkt aan de citadel. Napoleon trok in maart 1815 door Sisteron; het garnizoen in de citadel had geen kruit en vormde geen bedreiging. Pas in 1894 verloor de citadel haar functie als militaire versterking.
Het bisdom Sisteron werd opgeheven na de Franse Revolutie en het Concordaat van 1801 stelde enkel het bisdom van Digne opnieuw in, dat voortaan het hele departement omvatte.
Op 15 augustus 1944 werd de stad getroffen door een geallieerd luchtbombardement waarbij een honderdtal inwoners omkwamen en veel huizen en monumenten werden beschadigd of vernield.

## Verkeer en vervoer
In de gemeente ligt spoorwegstation Sisteron. Op 12 november 1886 vond op 2 kilometer afstand een treinongeluk plaats door een grondverzakking.
De autosnelweg A51 loopt door de gemeente.

## Demografie
Onderstaande figuur toont het verloop van het inwonertal (bron: INSEE-tellingen).
Vanwege een beveiligingsprobleem met de MediaWiki Graph-software is het momenteel niet mogelijk deze grafiek weer te geven. Zodra de software is bijgewerkt zal de grafiek vanzelf weer zichtbaar worden.

## Sport
Sisteron was twee keer etappeplaats in de wielerkoers Ronde van Frankrijk. In 2010 startte er een etappe en in de editie van 2020 won de Australiër Caleb Ewan er een etappe. De volgende dag vertrokken de renners er naar Orcières-Merlette. Verder is Sisteron in maart regelmatig etappeplaats in de koers Parijs-Nice.

## Bezienswaardigheden
- Kerk Notre-Dame-des-Pommiers, voormalige kathedraal van het bisdom Sisteron met bouwfasen in de 12e, 13e, 14e en 17e eeuw
- Citadel
- Resten van de 14e-eeuwse stadsomwalling. Drie van de vier poorten bleven bewaard: Porte de la Nière, Porte de Fonts-Chaudes en porte de l’Escourche; de Porte du Dauphiné werd vernield in 1944. Ook bleven vijf torens van de stadsomwalling bewaard.
- Dominicanenklooster in La Baume, met de kloosterkerk uit de 13e eeuw
- Kapel Saint-Marcel, de vroegere parochiekerk van La Baume
- Visitandinnenklooster (17e eeuw) met in de voormalige kapel het geschiedkundig museum Musée Terre et Temps Édith-Robert
- Musée Gallo-Romain
- Écomusée du Sisteronais-Buëch[7]

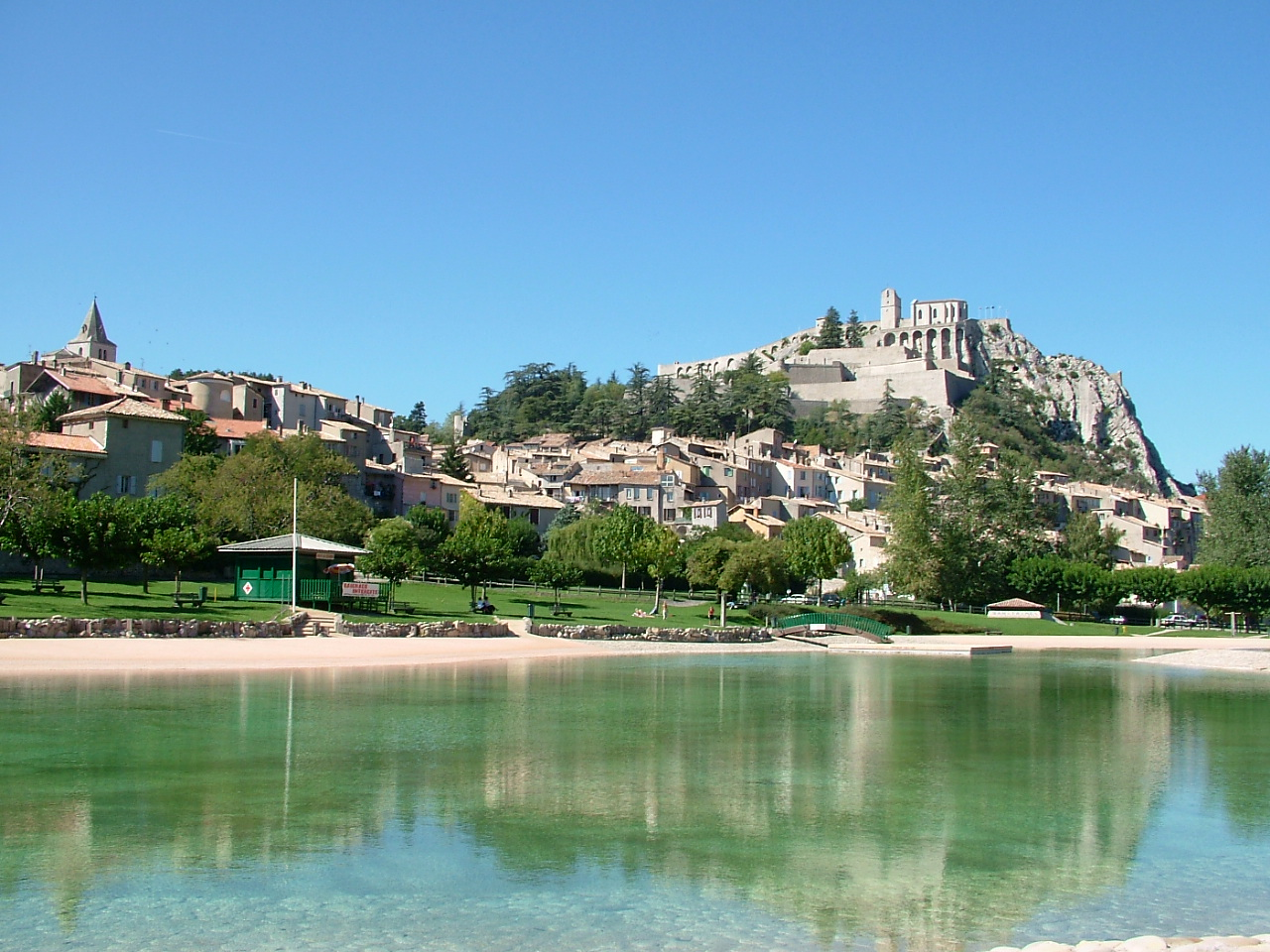
Zicht op Sisteron
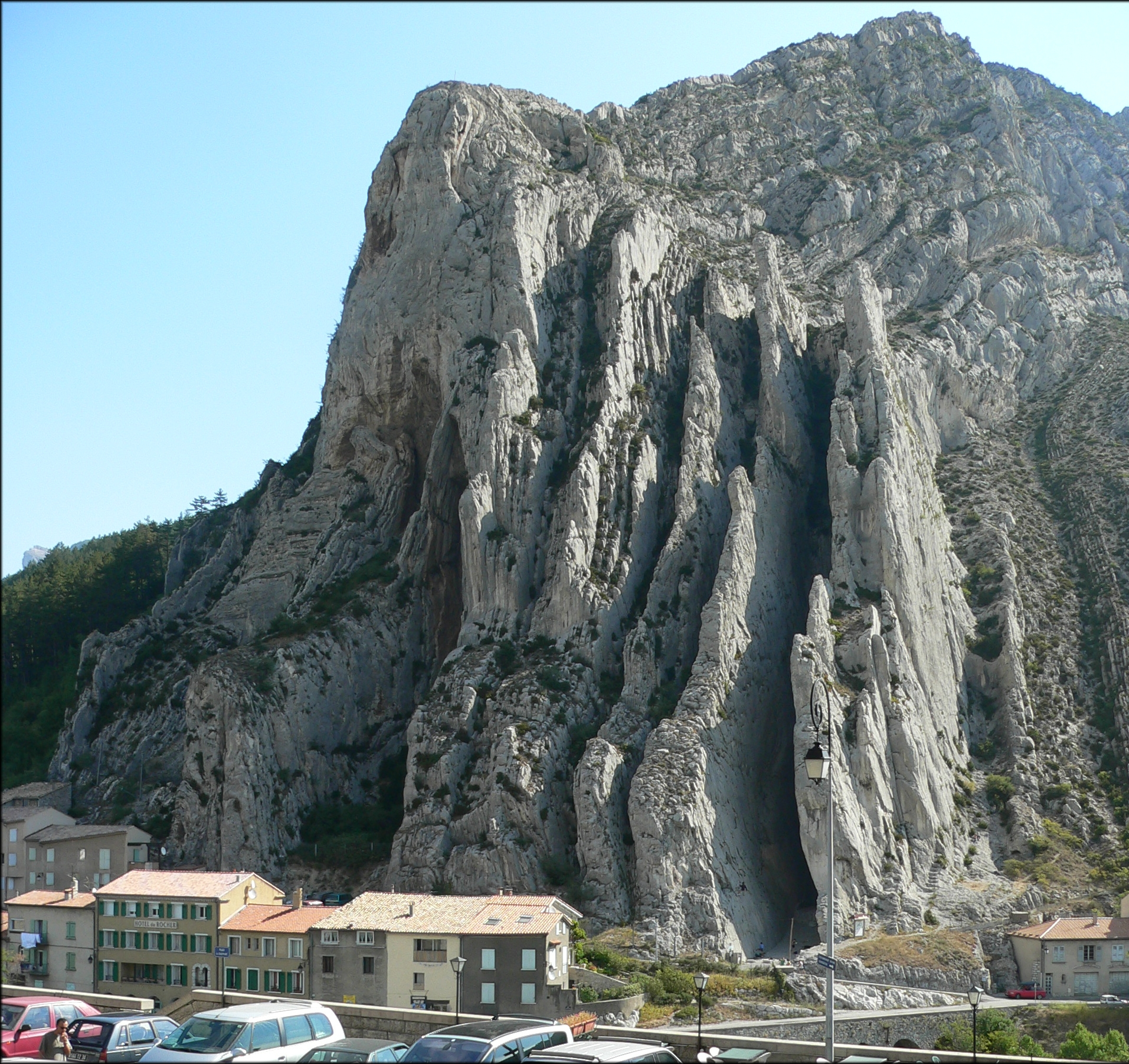
Rots van La Baume
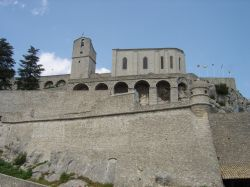
Citadel
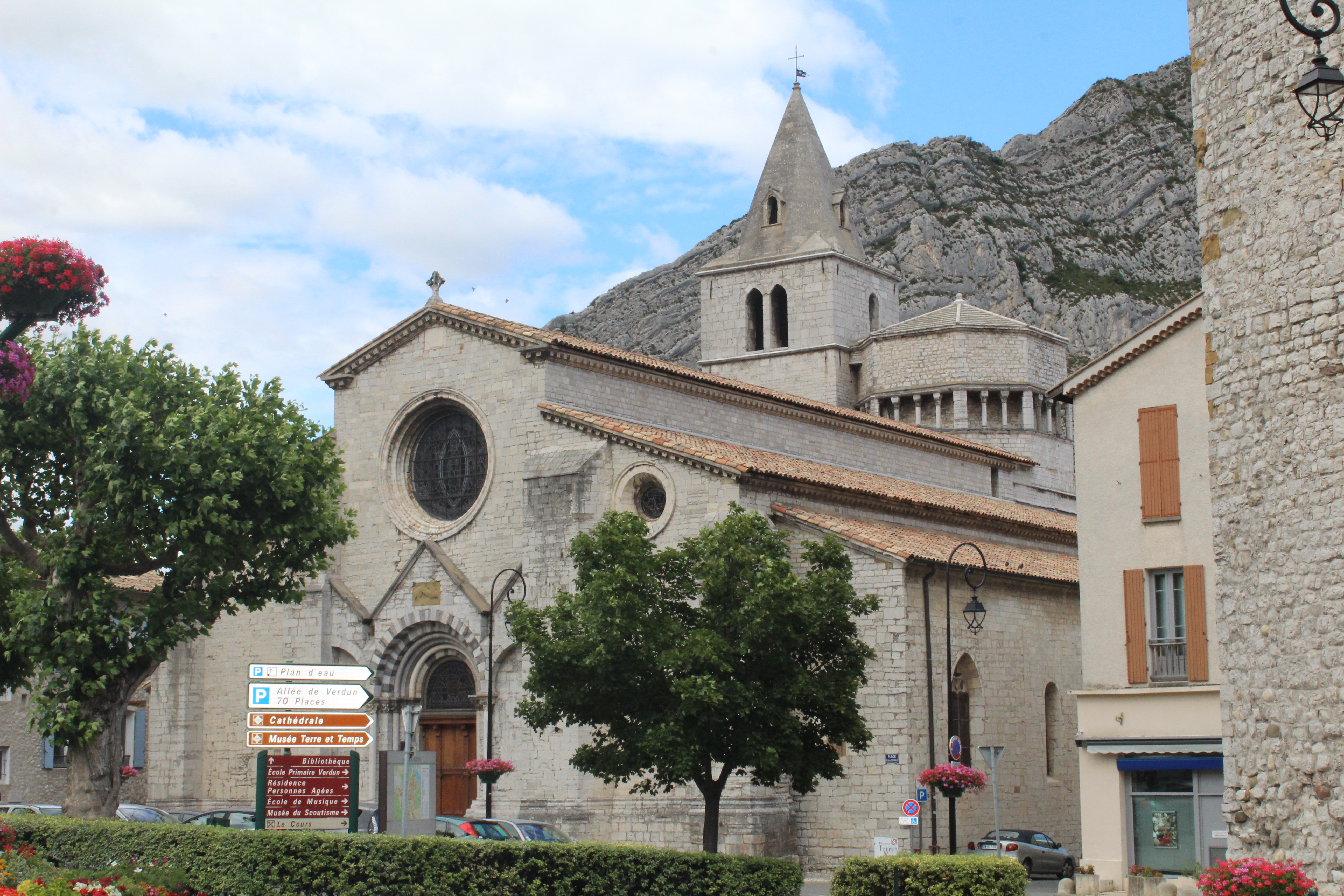
Kerk Notre-Dame-des-Pommiers
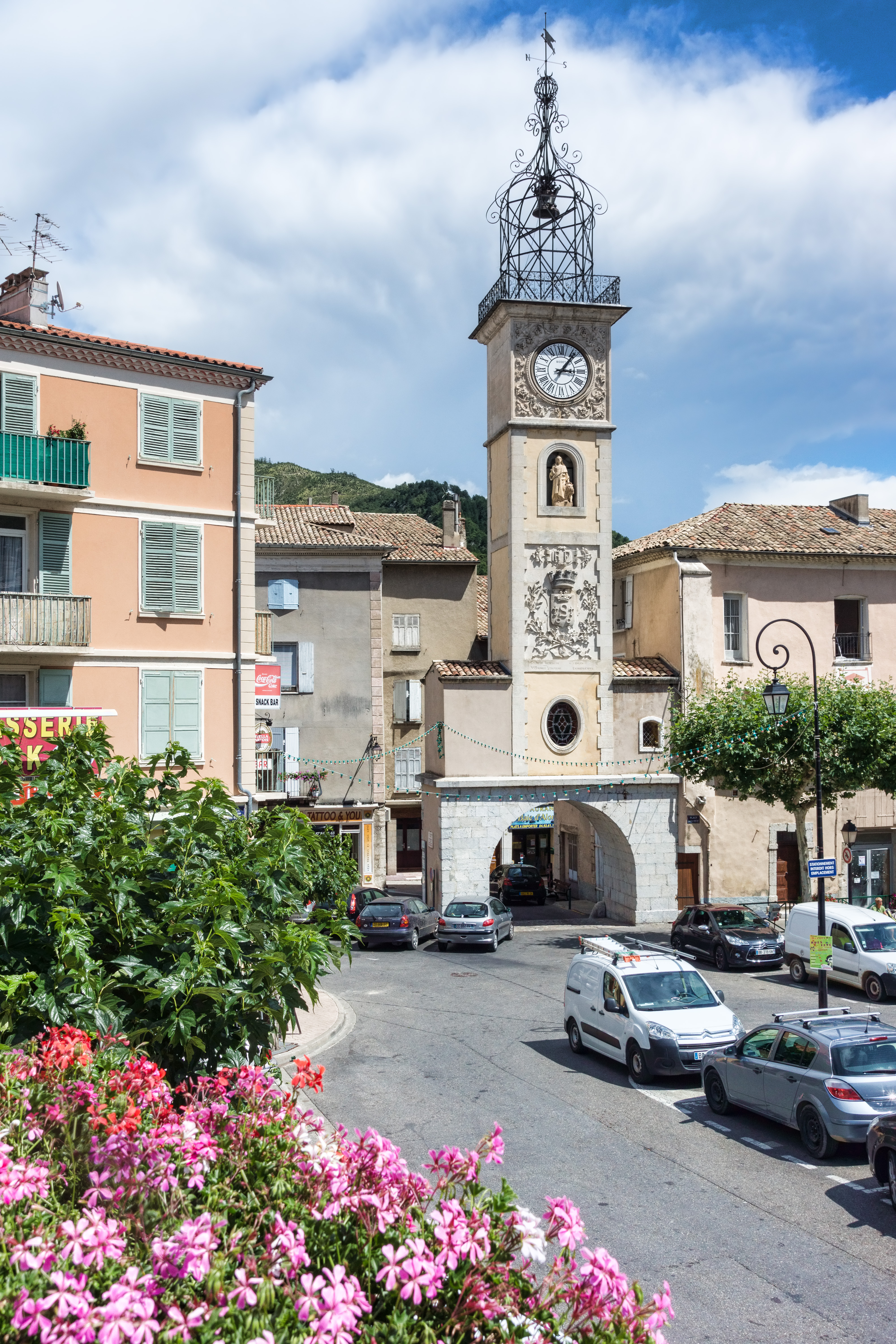
Tour de l'Horloge
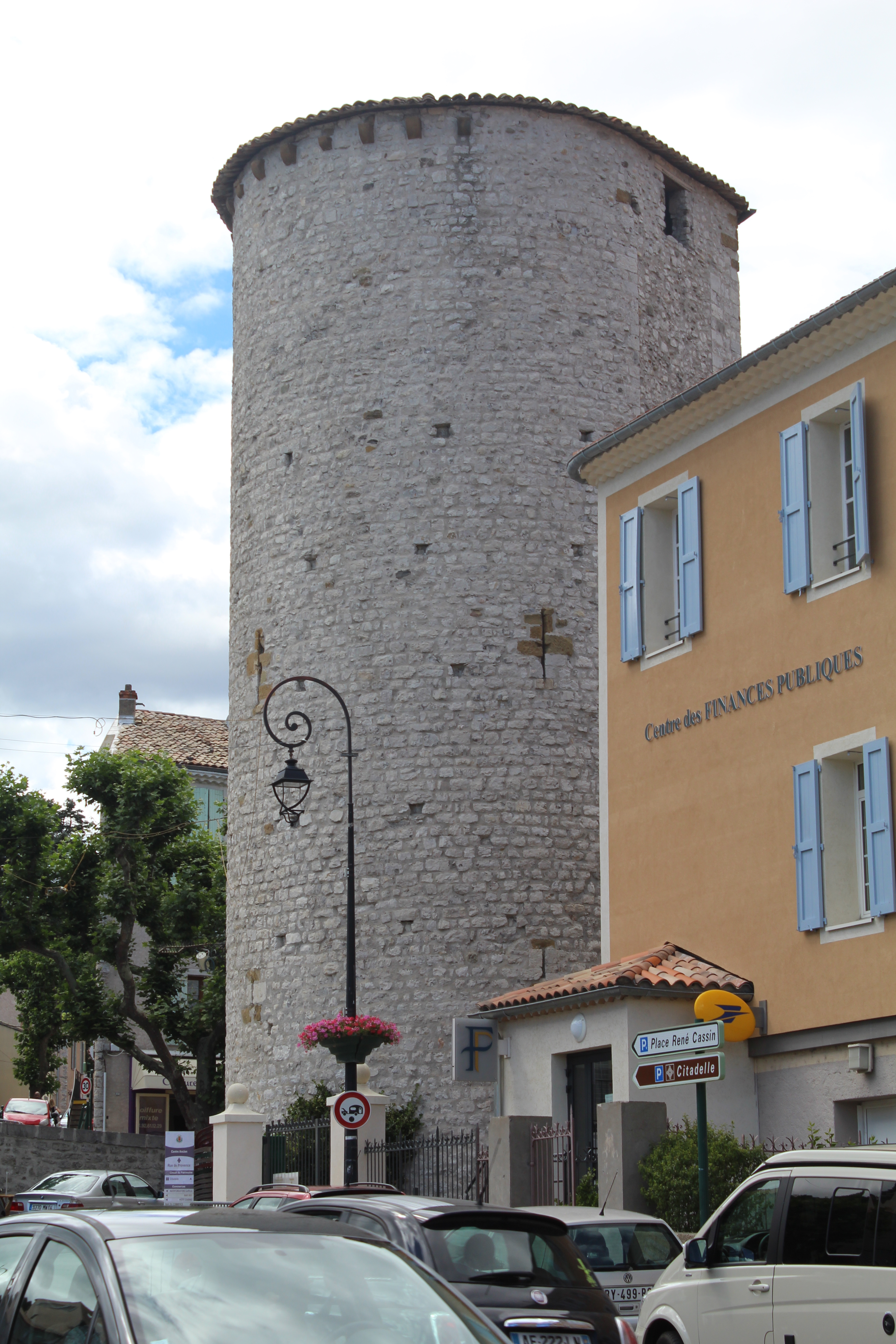
Toren van de voormalige stadsmuur
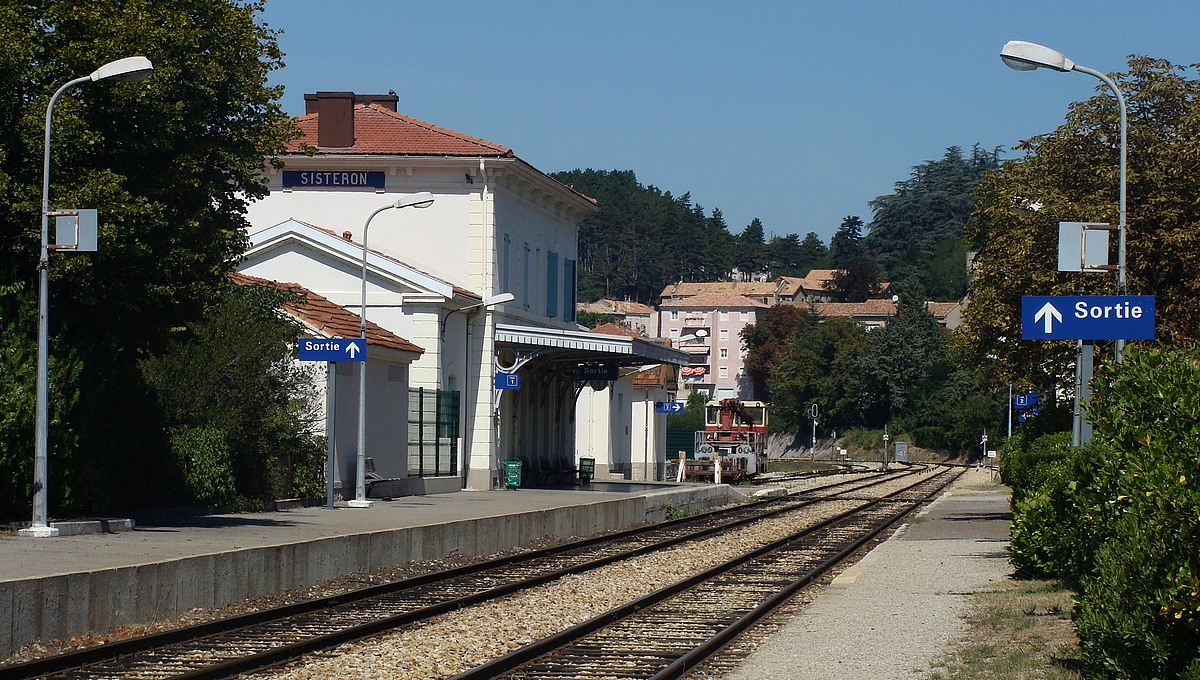
Station

## Geboren
- Joseph Deleuze (1753-1835), botanicus en magnetiseur
- Paul Arène (1843-1896), dichter